# Robert Marshall (Bischof)

Wappen von Robert William Marshall

Robert William Marshall (* 17. Juni 1959 in Memphis, Tennessee) ist ein US-amerikanischer römisch-katholischer Geistlicher und Bischof von Alexandria.

## Leben
Robert Marshall studierte zunächst Geschichtswissenschaft an der Christian Brothers University in Memphis und anschließend Rechtswissenschaft an der Humphreys School of Law der University of Memphis, an der er 1983 promoviert wurde. Einige Jahre war er als Rechtsanwalt tätig, bevor er 1995 in das Priesterseminar eintrat. Am 10. Juni 2000 empfing er durch Bischof James Terry Steib SVD das Sakrament der Priesterweihe für das Bistum Memphis.
Nach der Priesterweihe war er in verschiedenen Pfarreien des Bistums Memphis in der Pfarrseelsorge tätig. Darüber hinaus war er bischöflicher Zeremoniar von Bischof Steib. Seit 2017 war er Dompfarrer der Kathedrale von Memphis. Von 2018 bis 2019 war er während der Sedisvakanz Beauftragter des Apostolischen Administrators. Der neue Bischof von Memphis, David P. Talley, ernannte ihn im März 2019 zum Generalvikar. Außerdem gehörte er dem Konsultorenkollegium und dem Priesterrat des Bistums sowie der Personalkommission für die Geistlichen an.
Papst Franziskus ernannte ihn am 21. April 2020 zum Bischof von Alexandria. Wegen der Teilnahmebeschränkung aufgrund der COVID-19-Pandemie wurde zunächst das Datum für die Bischofsweihe offengelassen, die ihm der Erzbischof von New Orleans, Gregory Aymond, am 20. August desselben Jahres in der Kathedrale St. Francis Xavier in Alexandria spendete. Mitkonsekratoren waren der Bischof von Memphis, sein Amtsvorgänger David P. Talley, und der emeritierte Bischof von Memphis, James Terry Steib SVD.